# جوان لونغ
جوان لونغ (بالإنجليزية: Joan Long)‏ هي مخرجة أسترالية، ولدت في 20 يوليو 1925، وتوفيت في 2 يناير 1999.

## وصلات خارجية
- جوان لونغ على موقع IMDb (الإنجليزية)
- جوان لونغ على موقع قاعدة بيانات الفيلم (الإنجليزية)